# حكومة إسرائيل الثلاثون
حكومة إسرائيل الثلاثون تم عرضها امام الكنيست في يوم 27.02.2003 وحصلت على ثقة الكنيست في يوم 28.02.2003 حيث حصلت على 66 صوتاً مؤيد و 44 صوت معارض.
ترأس الحكومة الثلاثون اريئيل شارون ضمن ائتلاف عدّة احزاب وهي: الليكود أي التكتل كشعب والشينوي (التغيير), المفدال (حزب المتدينين الوطنين) وهائيحود هلؤمي (الاتحاد الوطني).
استمرت الحكومة حتى عام 2006 وبالتحديد في الرابع عشر من شهر نيسان، بعد ان تم مرور 100 يوم على تعذر قيام رئيس الحكومة أريئيل شارون مؤقتا بمهامه كرئيس للحكومة.
بموجب القانون الأساسي للحكومة، بدأ الوزير إيهود اولمرت ابتداء من هذا اليوم – 14.4.06 – بمهام رئيس الحكومة بالإنابة حتى تعيين انتخابات جديدة.

## التركيبة الحكومية يوم تشكيلها
أريئيل شارون – رئيس الحكومة، وزير الشؤون الدينية، وزير البناء والإسكان، وزير العمل والرفاه، وزير الاتصالات   
إيهود أولمرت – القائم بأعمال رئيس الحكومة ووزير الصناعة والتجارة  
يوسف لبيد – نائب رئيس الحكومة ووزير العدل
سيلفان شالوم – نائب رئيس الحكومة ووزير الخارجية
بنيامين ألون – وزير السياحة
تساحي هنيغبي – وزير الأمن الداخلي
إليعيزر زندبيرغ – وزير العلوم والتكنولوجيا
يسرائيل كاتس – وزير الزراعة وتطوير القرية 
تسيبي ليفني – وزيرة شؤون استيعاب القادمين الجدد
ليمور ليفنات – وزيرة المعارف، الثقافة والرياضة
أفيغدور ليبرمان – وزير المواصلات
عوزي لنداو – وزير دولة
شاؤول موفاز – وزير الدفاع
يهوديت نؤوت – وزيرة جودة البيئة
داني نفيه – وزير الصحة
بنيامين نتانياهو – وزير المالية
غدعون عزرا – وزير (مسؤول عن التنسيق بين الحكومة والكنيست)
أبراهام بوراز – وزير الداخلية 
يوسف فريتسكي – وزير البنى التحتية الوطنية
مئير شطريت – وزير دولة